# Cerapoda arida
Cerapoda arida är en fjärilsart som beskrevs av Barnes och Benjamin 1923. Cerapoda arida ingår i släktet Cerapoda och familjen nattflyn. Inga underarter finns listade i Catalogue of Life.